# Jakub Grigar
Jakub Grigar, né le 27 avril 1997 à Liptovský Mikuláš, est un kayakiste slovaque pratiquant le slalom à un niveau international depuis 2012.

## Biographie
Grigar est plusieurs fois titrés aux mondiaux juniors entre 2013 et 2015, avec notamment une médaille d'argent aux Jeux olympiques de la jeunesse de 2014 à Nankin.
Il est vice-champion par équipe lors des Championnats du monde de 2015. Grigar se classe cinquième pour ses premiers Jeux olympiques en 2016 lors de l'épreuve individuelle à Rio de Janeiro. Il remporte sa première victoire en Coupe du monde en juin 2021 à la base de Markkleeberg.
Aux Jeux de Tokyo en 2021, il remporte la médaille d'argent derrière le Tchèque Jiří Prskavec.
Il est nommé porte-drapeau de la Slovaquie aux Jeux olympiques d'été de 2024 à Paris aux côtés de la kayakiste Zuzana Paňková (en).

## Palmarès

### Jeux olympiques
- 2021 à Tokyo,  Japon
  -  Médaille d'argent en K1

### Championnats du monde de slalom
- Championnats du monde de 2015 à Londres,  Royaume-Uni
  -  Médaille d'argent en K1 par équipes

### Jeux olympiques de la jeunesse
- 2014 à Nankin,  Chine
  -  Médaille d'argent en K1 slalom